# Hadd-Strafe

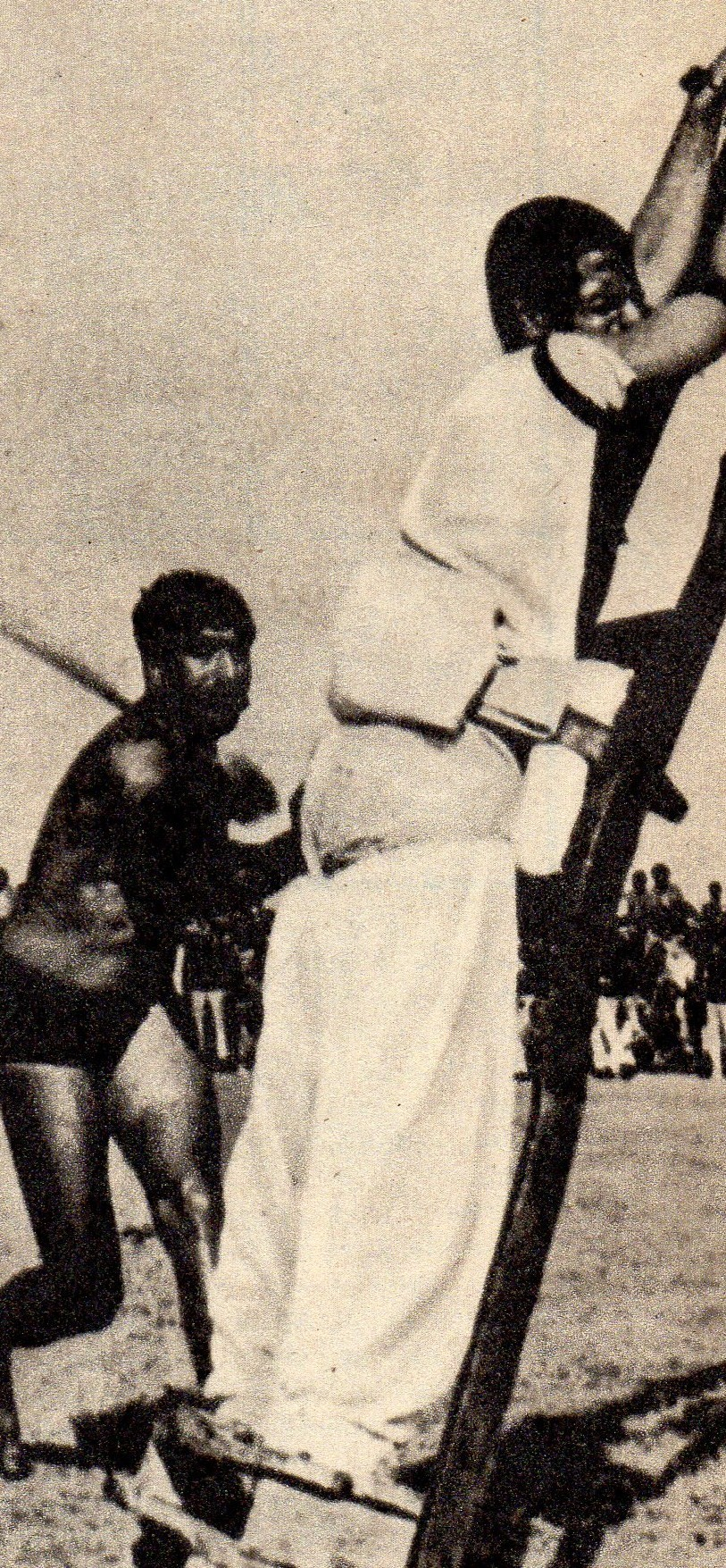
Öffentliche Auspeitschung eines Mannes wegen sexueller Belästigung in Islamabad in den 1970er Jahren

Hadd-Strafen (arabisch حد, DMG ḥadd ‚Grenze‘, Plural حدود, DMG ḥudūd) sind nach dem islamischen Recht Strafen, die zum Schutz des Eigentums, der öffentlichen Sicherheit und der öffentlichen Moral verhängt werden und als „Rechtsansprüche Gottes“ (ḥuqūq Allāh; Singular ḥaqq Allāh) gelten. Delikte, die diesen Strafen unterliegen, sind außerehelicher Geschlechtsverkehr (Zinā), falsche Bezichtigung des außerehelichen Geschlechtsverkehrs (qaḏf), Alkoholkonsum (šurb al-ḫamr), Diebstahl (sariqa) und Straßenraub (ḥirāba, qaṭʿ aṭ-ṭarīq).

## Begründung und Anwendung
Die muslimischen Juristen erklären die Charakterisierung der Hadd-Strafen als „Rechtsansprüche Gottes“ damit, dass ihre Durchsetzung nicht im Interesse einer Privatperson erfolge, sondern ausschließlich im Interesse der Allgemeinheit liege. Zweck dieser Strafen sei nicht der Schadensausgleich, sondern die Abwendung von Schaden durch Abschreckung (zaǧr). Aus diesem Grund haben die Obrigkeit oder ein Richter, sobald ihnen die Tat erst einmal ordnungsgemäß zur Kenntnis gelangt ist, auch nicht das Recht, auf die Bestrafung zu verzichten. Umgekehrt kann für Vergehen, die mit einer Hadd-Strafe gesühnt sind, nicht gleichzeitig eine privatrechtliche Entschädigung beantragt werden.
Für die Strafhöhe und die Frage, ob eine Hadd-Strafe überhaupt verhängt werden darf, ist zumeist der rechtliche und religiöse Status der Delinquenten ausschlaggebend. Die volle Härte dieser Strafen trifft nur den freien Muslim und die freie Muslimin, während bei Nicht-Muslimen und Sklaven die Strafe abgemildert ist.
Aufgrund einer Tradition, die dem Propheten Mohammed zugeschrieben wird, wurden die Hadd-Strafen in vormoderner Zeit nur restriktiv angewendet. Die Tatbestandsdefinitionen waren eng, die Anzeigefristen kurz: Ein Fall musste innerhalb eines Monats angezeigt werden. Des Weiteren bestanden einige Hürden in Bezug auf die notwendige Zahl und Beschaffenheit von Belastungszeugen. Aussagen von Frauen waren zum Beispiel nicht erlaubt. All dies führte dazu, dass manche hudud fast nur durch ein Geständnis entstehen konnten. Geständnisse mussten allerdings immer vor dem Richter abgelegt werden, damit sie gültig waren. Jedoch konnten Geständnisse bei hudud im Allgemeinen widerrufen werden, und der Kadi hatte den Angeklagten auf diese Möglichkeit hinzuweisen. Ein Grundgedanke bei den Hadd-Strafen war, dass nur derjenige bestraft werden soll, der die Strafe auf sich nehmen will. Darin kam der Sühnecharakter dieser Strafen zum Ausdruck. In der Moderne hat sich dieses Verständnis der Hadd-Strafen dagegen zum Teil verändert.

## Strafen für Einzelvergehen

### Unzucht und Ehebruch
Außerehelicher, ohne Zwang ausgeübter Geschlechtsverkehr von mündigen, geistig gesunden, nicht miteinander verheirateten Personen wird laut Koran (Sure 24,2-3) mit hundert Peitschenhieben bestraft, die Überlieferung fordert für Verheiratete (Ehebruch) die Steinigung. War der Mann verheiratet, die Frau aber nicht, so soll sie im Haus eingesperrt werden, „bis der Tod sie abberuft oder Gott ihr einen Ausweg schafft“ (Sure 4,15). War der Mann unverheiratet, die Frau aber verheiratet, so soll er für ein Jahr verbannt werden und die Frau 100 Peitschenhiebe erhalten.
Weder Schwangerschaft bei Frauen noch ein Vaterschaftstest bei Männern konstituiert nach der Ansicht der Mehrheit islamischer Rechtsgelehrter einen ausreichenden Beweis für Unzucht. Begründet wird dies mit der Vorschrift, die Hadd-Strafen beim leisesten Zweifel nicht anzuwenden. So soll einem Hadith zufolge Ali ibn Abi Talib eine schwangere Frau gefragt haben, ob sie vergewaltigt worden sei. Als sie dies verneinte, schloss er mit: „Vielleicht hat dich ja jemand im Schlaf vergewaltigt“. Die malikitische Rechtsschule macht hier eine Ausnahme: Ihr zufolge sei eine schwangere Frau, die durch Zeugenaussagen belastet wurde, zu bestrafen, wenn kein Beweis für eine Vergewaltigung vorliege. Die Beweislast liegt in diesem Fall bei der Frau.
In den 2000er Jahren sorgten Verurteilungen von Ehebrecherinnen zum Tod durch Steinigung für große Empörung, so etwa im Fall von Amina Lawal und Safiya Hussaini in Nigeria, die allerdings nicht vollstreckt wurden. Für durchgeführte Steinigungen s. Steinigung im Islam.

### Alkoholgenuss
Alkoholgenuss war im vorislamischen Arabien und in der frühislamischen Zeit, zur Zeit der Prophetie, sowohl bei Beduinen als auch bei Städtern verbreitet. Die Definition alkoholischer Getränke war je nach Region unterschiedlich: In Medina trank man Dattelwein nabiz / نبيذ / nabīḏ, wo aber auch der aus Weintrauben hergestellte Wein aus Taif bekannt war: chamr / خمر / ḫamr, der dann auch im Koran – später als Inbegriff für alle alkoholischen Getränke – an sechs Stellen Erwähnung findet. Traubenwein ist vor allem aus Syrien in den Süden importiert worden; die Händler waren Christen und Juden, die ihre Verkaufsstände in den Beduinenlagern und Städten hatten. Mit dem Weingenuss gingen auch das Glücksspiel maisir / ميسر / maisir, Tanz und Gesang einher.

Es war zunächst nicht die Intention Mohammeds, den Weingenuss in der medinensischen Gesellschaft zu verbieten. Denn in Sure 16, Vers 67 gilt Wein als ein Geschenk Gottes: 

„Und (wir geben euch) von den Früchten der Palmen und Weinstöcke (zu trinken), woraus ihr euch einen Rauschtrank macht, und (außerdem) schönen Unterhalt. Darin liegt ein Zeichen für Leute, die Verstand haben.“

Die ebenfalls in Medina entstandene Sure 4 verbietet den Gläubigen in Sure 4,43 lediglich, betrunken zum Gebet zu kommen: 

„Ihr Gläubigen! Kommt nicht betrunken zum Gebet, ohne vorher (wieder zu euch gekommen zu sein und) zu wissen, was ihr sagt!“

Erst in Sure 5,90 ff – die Entstehung dieser Verse datiert Theodor Nöldeke auf das vierte Jahr nach der Hidschra – wird das endgültige Verbot des Weingenusses und des Glücksspiels ausgesprochen:
Sure 5,90: „Ihr Gläubigen! Wein, das Losspiel, Opfersteine und Lospfeile sind (ein wahrer) Greuel und des Satans Werk. Meidet es! Vielleicht wird es euch (dann) wohl ergehen.“
Sure 5,91: „Der Satan will (ja) durch Wein und das Losspiel nur Feindschaft und Haß zwischen euch aufkommen lassen und euch vom Gedenken Gottes und vom Gebet abhalten. Wollt ihr denn nicht (damit) aufhören?“
Sure 5,92: „Gehorchet Gott und dem Gesandten und nehmt euch in acht! Wenn ihr euch abwendet (und der Aufforderung nicht Folge leistet) müßt ihr wissen, daß unser Gesandter nur die Botschaft deutlich auszurichten hat.“
Der Koran sieht bei Übertretungen des Wein-/Alkoholverbots keine Strafen vor; dies wird in der auf Mohammed und auf die ersten Kalifen zurückgeführten Sunna in zahlreichen Hadithen näher und kontrovers erörtert. Die Bestrafung durch Stockschläge bewegt sich zwischen 40 und 80 Schlägen. Es war auch notwendig, den koranischen Begriff chamr genauer zu definieren, da dieser sich ursprünglich nur auf den Traubenwein bezog. Somit entstanden schon recht früh Hadithe, die man als Aussagen sowohl des Propheten, als auch seiner unmittelbaren Anhänger überlieferte. So heißt es: „alles was berauscht ist verboten“, um dann daraus eine weitere Aussage abzuleiten: „alles was berauscht, ist chamr und somit verboten“. Die sicherlich gestellte Frage nach der noch erlaubten Menge des konsumierten Alkohols wird in den Hadithen wie folgt beantwortet: Von dem, wovon eine große Menge berauscht, ist auch eine kleine Menge verboten.

### Straßenraub
Straßenraub (ḥirāba, qaṭʿ aṭ-ṭarīq) wird mit Tötung, Kreuzigung, kreuzweisem Abhacken von Hand und Fuß oder Vertreibung geahndet. Reumütige Umkehr hat allerdings strafbefreiende Wirkung, wenn sie vor der Ergreifung des Straßenräubers erfolgt. Grundlage für diese Regelung ist Sure 5:33-34: „Doch die Vergeltung derer, die gegen Gott und seinen Gesandten kämpfen und im Lande auf Unheil aus sind, die ist, dass sie getötet werden oder ihnen ihre Hände und Füße abgehauen werden, wechselweise rechts und links, oder sie aus dem Land vertrieben werden. Das ist Erniedrigung für sie hier in diesem Leben. Im Jenseits aber ist ihnen harte Strafe bestimmt, außer denen die bereuen, bevor ihr sie in eure Gewalt bekommt. So wisst, dass Gott bereit ist zu vergeben, barmherzig“ (Übersetzung Hartmut Bobzin). Der malikitische Gelehrte ʿAbd al-Wahhāb al-Baghdādī (st. 1031) erwähnt auch Gefangennahme (ḥabs) als eine mögliche Strafe für Straßenraub und stellt es der Urteilsbemühung des Herrschers anheim, die Strafe auszuwählen, die die größte abschreckende Wirkung hat.

### Verleumdung wegen Unzucht

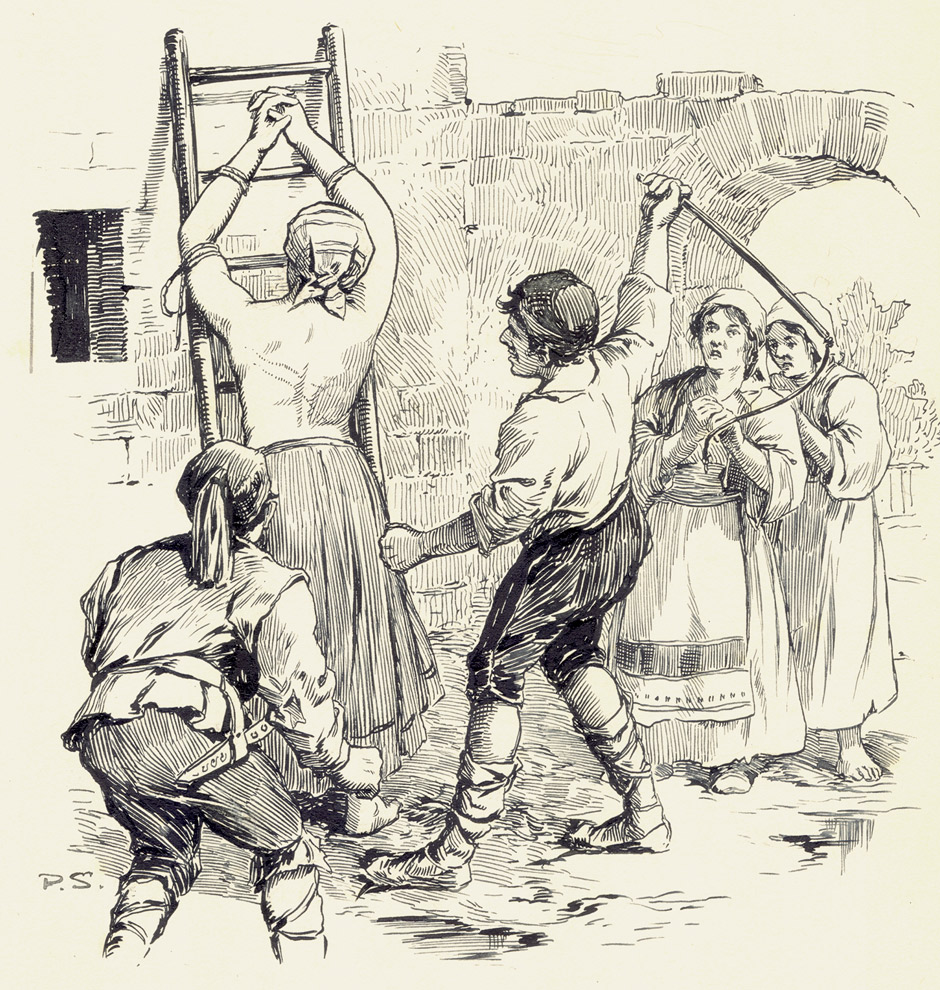
Fiktive Darstellung der Auspeitschung einer Magd im Osmanischen Reich 1908 von Peter Schnorr (In den Schluchten des Balkan; Karl May)

Die Verleumdung betreffs Unzucht wird mit 40–80 Peitschenhieben bestraft (Sure 24, Vers 4), sofern keine vier tauglichen Zeugen aussagen. Allerdings kann der Geschädigte auf die Bestrafung verzichten. In Sure 24, Vers 19 und 23 werden daneben jenseitige Strafen in Aussicht gestellt. Dokumentierte Fälle aus der Gegenwart zeigen, dass vergewaltigte Frauen nach erfolgter Vergewaltigung zusätzlich wegen fälschlicher Beschuldigung belangt werden, wenn sie – wie zu erwarten – keine vier Zeugen für das an ihnen begangene Verbrechen beibringen können.

### Diebstahl
Diebstahl (die Entnahme einer wertvollen, nicht-verderblichen, Muslimen erlaubten Ware, auf die man keinen Rechtsanspruch erheben könnte, aus einem wohlverwahrten Ort mit der Absicht, sie widerrechtlich zu behalten) wird mit Abhacken der rechten Hand, im Wiederholungsfalle mit Abhacken des linken Fußes bestraft (Sure 5, Vers 38). Die Person, die bestohlen wurde, muss ihren Besitz zurückverlangen; tut sie es nicht, werden keine Gliedmaßen abgetrennt. Für die Ausführung der Hadd-Strafe bedarf es der Aussagen zweier qualifizierter Zeugen. Der Beschuldigte wird auf die Möglichkeit des Geständnis-Widerrufs seitens des Richters hingewiesen.

## Belege
1. 1 2  Vgl. Johansen 1999, 386.
2. ↑  Vgl. Johansen 1999, 387.
3. ↑  Vgl. Johansen 1999, 388.
4. 1 2  Vgl. Johansen 1999, 390–392.
5. ↑  Vgl. Johansen 1999, 394.
6. ↑  Vgl. dazu
Peters 142-185.
7. ↑  Die Scharia von Christine Schirrmacher, 2. Auflage 2009, Seite 50–51
8. ↑  Sure 4,43
9. ↑  Sure 5,90
10. ↑  Sure 5,91
11. ↑  Sure 5,92
12. ↑  Vgl. Peters: Crime and Punishment in Islamic Law. 2005, S. 57–59.
13. ↑  Sure 5 (Memento vom 5. März 2016 im Internet Archive)
14. ↑  Vgl. ʿAbd al-Wahhāb al-Baghdādī: Kitāb at-Talqīn fī l-fiqh al-mālikī. Ed. Zakarīyā ʿUmairāt. Dār al-kutub al-ʿilmīya, Beirut, 1999. S. 152.
15. ↑  Sure 24,4
16. ↑  Mathias Rohe: Das islamische Recht, S. 126
17. ↑  Sure 5,38
18. ↑  Vgl.  Imam Abu 'Abdullah Al-Qurtubi: al-Jāmi’ li Ahkām al-Qur’ānī, 6/159.
19. ↑  Vgl. Saleh ibn Fawzan:  al-Mulakhkhas al-Fiqhi, 2/442.